# Matthias Bertram
Matthias Bertram (* 1950 in Dernau, Ahrtal) ist ein deutscher Autor, der sich  mit der jüdischen Geschichte im Rheinland und dem Entstehen von Nationalsozialismus und Zwangsarbeit auseinandersetzt.
Bertram absolvierte das Abitur in einem Internat der Mariannhiller Missionare im Münsterland und studierte danach Bauwesen an der RWTH Aachen. Nach verschiedenen Auslandseinsätzen war Bertram Geschäftsführer von Baukonzernen und Consultingunternehmen. Seit 2013 recherchiert und publiziert er über jüdische Geschichte, Nationalsozialismus und andere geschichtliche Themen und ist als Bildhauer und Künstler tätig. Seine Skulpturen, Plastiken, Gemälde und Drucke waren unter anderem in Ausstellungen in Bonn (TheRhineArt von Anne und Konrad Beikircher) und im Arp-Labor von Rolandseck (Bronzeguss) zu sehen.

## Rezensionen einiger Bücher
Der Rezensent der Jüdischen Rundschau bescheinigte 2015 dem Buch ... in einem anderen Land, das sich mit der Geschichte des jüdischen Lebens seit dem 13. Jahrhundert in Dernau, Ahrweiler, Siegburg und Weilerswist befasst, einen beträchtlichen praktischen Informationswert, der durch Druck- und Grammatikfehler und den Gebrauch von Floskeln kaum geschmälert werde. Insgesamt sei das Werk eine „anerkennenswerte, an historischen schriftlichen und mündlichen Zeitzeugen-Quellen reiche Fleißarbeit“.
Rezensentin Stephanie Schlesier des Institutes für Geschichtswissenschaft der Universität Bonn hebt die Beschreibung verschiedener jüdischer Lebenswege als Stärke dieses Buches hervor und hält es für jeden für lesenswert, der sich für die Geschichte der Juden im Rheinland interessiert.
Zum Buch Mit ihren eigenen Worten. Rheinische Juden erzählen aus ihrem Leben schrieb der Historiker Thomas Lange für die Rheinischen Vierteljahresblätter der Uni Bonn, Ausgabe 84-2020 einen kritischen Bericht zum Nachwort des Autors, auch wenn er es als verdienstvolles Werk einstuft. Der Autor vertritt die Meinung, dass Einwanderer sich grundsätzlich an den Grundwerten des Gastlandes zu orientieren haben und Toleranz gegenüber Andersgläubigen zu praktizieren haben.
Nach Herausgabe des Buches Untertageverlagerung Geheimkommando Rebstock berichtete der Bonner General-Anzeiger am 12. Juli 2018 über die damit verbundenen Konsequenzen: Die Landeszentrale für politische Bildung in Mainz zieht ihre Informationen zu einem ehemaligen KZ im Ahrtal zurück.
Ebba Hagenberg-Miliu, Journalistin und Moderatorin aus Bonn, schrieb am 5. Juni 2020 im Lokalteil Bonn des General-Anzeigers zum Buch Ein Tag, der alles änderte, 13. März 1933, BONN: „Buchautor Bertram hat zu allen Vorgängen akribisch Dokumente zusammengestellt, sodass sich der Leser seine Meinung über diesen für die Nazijahre beispielhaften Fall bilden kann. Hier kam kein rassistisch oder politisch Verfolgter, sondern ein sich neutral gebender Banker unter die Räder. ... Der Autor entschied sich, als objektiver Herausgeber einer spannenden Dokumentation zu fungieren. Denn auch Helden können "ein paar dunkle Seiten" haben, so Bertram.“
Das Buch Wie konnte es passieren; Regierungsbunker, KZ im Ahrtal, Lager Rebstock? griff erneut die anhaltende Berichterstattung zu Massengräbern und Ermordungen im Ahrtal auf, obwohl die Landeszentrale für politische Bildung, Mainz, diese als „nicht seriös“ bezeichnet hatte. Kritisch setzt sich der Autor mit den Haupttreibern dieser falschen Fakten auseinander. Blick aktuell berichtete in einem Interview mit dem Autor dazu.
Auf Grund der Veröffentlichungen und dem kritischen Hinterfragen des Autors zu behaupteten Tötungshandlungen in zwei angeblichen Konzentrationslagern im Ahrtal in 1943 bis Ende 1944 mit 1500 Opfern und einer großen Zahl von jüdischen Todesopfern in einem Lager Rebstock, die sich nicht mehr genau ermitteln lassen würden, hatte die Landeszentrale für Politische Bildung, Rheinland-Pfalz in 2018 den Historiker Manfred Grieger mit einer Studie beauftragt. Diese Studie wurde am 8. Juli 2021 im Bürgerzentrum von Ahrweiler der Öffentlichkeit vorgestellt. In dieser Studie hielt der Historiker fest: „... der faktisch lückenlose Nachweis aller Häftlingsbewegungen zwischen Hauptlager Buchenwald und dem Außenkommando Rebstock sowie exakte Kenntnisse über den Verbleib der 300 jüdischen KL-Häftlinge lassen nur den bereits von der Staatsanwaltschaft Koblenz gezogenen Schluss zu, dass es vor Ort zu keinen Tötungshandlungen gekommen ist.“ Die Koblenzer Rhein-Zeitung berichtete anschließend, dass nach Vorliegen dieser wissenschaftlichen Erkenntnisse Manfred Grieger gemeinsam mit der Universität Trier an einem neuen Darstellungskonzept arbeiten würde.

## Veröffentlichungen
- Ein Tag der alles änderte, 13. März 1933 BONN Wilhelmstr.  Ein Familienleben im braunen Bonn, Shaker Media, 2020, ISBN 978-3-95631-777-4.
- Untertageverlagerung Geheimkommando Rebstock, Menschen und Fakten fragwürdige Erinnerungskultur in Deutschland am Beispiel eines angeblichen Konzentrationslagers im Ahrtal, Shaker Media, 2018, ISBN 978-3-95631-656-2.
- Mit ihren eigenen Worten Rheinische Juden erzählen aus ihrem Leben. Shaker Media, Aachen, 2017 ISBN 978-3-95631-571-8
- ... in einem anderen Lande Geschichte, Leben und Lebenswege von Juden im Rheinland, Shaker Media, 2015, ISBN 978-3-95631-333-2.
- Wie konnte es passieren; Regierungsbunker, KZ im Ahrtal, Lager Rebstock? Eine Fallanalyse zur Erinnerungskultur. Shaker-Media, Düren, ISBN 978-3-95631-829-0.